# Ievguenia Chapovalova
Pour les articles homonymes, voir Chapovalova.
Ievguenia Anatolievna Chapovalova  (en russe : Евгения Анатольевна Шаповалова), née le 15 juin 1986 à Nijni Taguil, est une fondeuse russe. Elle prend part à la Coupe du monde qu'à partir de la saison 2007. Spécialisée dans l'épreuve du sprint, elle est montée à deux reprises sur un podium en Coupe du monde pour une victoire le 15 février 2007 à Changchun et une troisième place le 28 janvier 2007 à Otepää. Elle est également montée sur le podium lors du sprint de la Nordic Opening le 30 novembre 2012 comptant pour la 2012-13.
Par ailleurs, elle a pris part aux Jeux olympiques 2010 de Vancouver avec une 28e place en sprint et aux Jeux olympiques 2014 à Sotchi, terminant aussi 28e en sprint, et à une reprise aux Championnats du monde en 2007.

## Carrière
Ievguenia Chapovalova fait ses débuts en Coupe du monde le 28 octobre 2006 avec une 48e place en sprint. Sa première saison au plus haut niveau, la saison 2007, constitue sa meilleure saison en matière de performances puisque Chapovalova monte à deux reprises sur le podium en sprint dont une victoire le 15 février 2007 à Changchun devant sa compatriote Natalia Matveeva et la Norvégienne Guro Stroem Solli. Elle se qualifie alors pour les Championnats du monde 2007 et y dispute deux épreuves : le sprint avec une 19e place et le sprint par équipe avec une 12e place. En retrait les années suivantes, elle parvient tout de même à prendre part aux Jeux olympiques d'hiver de 2010 mais n'obtient qu'une modeste 28e place. Elle fait une réapparition au premier plan lors du sprint de la Nordic Opening 2012 avec un podium (deuxième derrière la Norvégienne Marit Bjørgen et devant sa compatriote Anastasia Dotsenko).
Son dernier podium dans l'élite intervient en janvier 2014 au sprint par équipes à Nové Město na Moravě (3e).
Aux Jeux olympiques 2014 à Sotchi, devant son public, elle finit au 28e rang au sprint en style libre.
Aux Championnats du monde 2015, à Falun, pour sa troisième participation aux Mondiaux, elle prend la vingtième place sur le sprint classique.
Le 9 novembre 2017, la commission de discipline du CIO bannie à vie de toute compétition olympique Ievguenia Chapovalova, soupçonnée de dopage et la déclasse de ses résultats des JO 2014. 

En 2019-2020, pour son ultime saison dans le sport de haut niveau, elle gagne la Coupe d'Europe de l'Est.

## Palmarès

### Jeux olympiques
| Épreuve / Édition | Sprint                           | Sprint                           | 10 km                            | 10 km                            | Poursuite / Skiathlon 2 × 7,5 km | 30 km | Relais | Relais   |
| Épreuve / Édition | Libre                            | Classique                        | Libre                            | Classique                        | Poursuite / Skiathlon 2 × 7,5 km | 30 km | Sprint | 4 × 5 km |
| JO 2010 Vancouver | Épreuve inexistante à cette date | 28e                              | —                                | Épreuve inexistante à cette date | -                                | —     | —      | -        |
| JO 2014 Sotchi    | 28e                              | Épreuve inexistante à cette date | Épreuve inexistante à cette date | -                                | —                                | —     | -      | -        |

Légende :
- — : Chapovalova n'a pas participé à cette épreuve
- : Épreuve inexistante à cette date

### Championnats du monde
| Épreuve / Édition           | Sprint                           | Sprint    | 15 km | 15 km                            | Poursuite / Skiathlon 2 × 15 km | 50 km | Relais | Relais    |
| Épreuve / Édition           | libre                            | classique | libre | classique                        | Poursuite / Skiathlon 2 × 15 km | 50 km | Sprint | 4 × 10 km |
| Mondiaux 2007 Sapporo       | Épreuve inexistante à cette date | 19e       | -     | Épreuve inexistante à cette date | -                               | -     | 12e    | -         |
| Mondiaux 2013 val di Fiemme | Épreuve inexistante à cette date | 27e       | -     | Épreuve inexistante à cette date | -                               | -     | -      | —         |
| Mondiaux 2015 Falun         | Épreuve inexistante à cette date | 20e       | -     | Épreuve inexistante à cette date | -                               | -     | -      | —         |

### Coupe du monde
- Meilleur classement au général : 23e en 2007.
- 4 podiums :
  - 2 podiums individuels : 1 victoire et 1 troisième place.
  - 2 podiums en sprint par équipes : 2 troisièmes places.
- 1 podium sur une étape de tour : 1 deuxième place.

#### Détail de la victoire individuelle
| Édition / Épreuve | Sprint    | Distance | Total |
| 2006-07           | Changchun | -        | 1     |

#### Classements par saison
| Année/Classement | Année/Classement | Général | Général | Sprint | Sprint | Distance | Distance |
| ---------------- | ---------------- | ------- | ------- | ------ | ------ | -------- | -------- |
| Année/Classement | Année/Classement | Class.  | Points  | Class. | Points | Class.   | Points   |
| 2006-07          | 2006-07          | 23e     | 216     | 9e     | 203    | 61e      | 13       |
| 2007-08          | 2007-08          | 40e     | 109     | 25e    | 109    | -        | -        |
| 2008-09          | 2008-09          | 48e     | 96      | 28e    | 96     | -        | -        |
| 2009-10          | 2009-10          | 53e     | 122     | 22e    | 122    | -        | -        |
| 2010-11          | 2010-11          | -       | -       | -      | -      | -        | -        |
| 2011-12          | 2011-12          | 63e     | 109     | 44e    | 39     | 65e      | 10       |
| 2012-13          | 2012-13          | 41e     | 160     | 16e    | 159    | 87e      | 1        |
| 2013-14          | 2013-14          | 51e     | 98      | 24e    | 91     | 77e      | 7        |
| 2014-15          | 2014-15          | 42e     | 158     | 22e    | 122    | -        | -        |
| 2015-16          | 2015-16          | 48e     | 74      | 30e    | 69     | 74e      | 5        |
| 2016-17          | 2016-17          | 76e     | 31      | 45e    | 31     | -        | -        |
| 2017-18          | 2017-18          | 78e     | 32      | 49e    | 32     | -        | -        |
| 2018-19          | 2018-19          | 74e     | 42      | 37e    | 42     | -        | -        |
| 2019-20          | 2019-20          | 91e     | 12      | 63e    | 12     | -        | -        |

### Coupe d'Europe de l'Est
- Première du classement général en 2020.
- Troisième du classement général en 2012.
- 17 podiums, dont 7 victoires.

### Championnats de Russie
- Championne sur le sprint en 2016.